# Andrew Fleming
Andrew Fleming (30 de dezembro de 1965) é o diretor dos filmes The Craft e Threesome. 

## Carreira
Ele estudou produção cinematográfica na Universidade de Nova Iorque.

## Vida pessoal
Fleming é gay e utilizou suas vivências pessoais como pai para realizar o filme Ideal Home de 2018. Fleming cuidava do filho com seu marido com o qual tinha, na época, 23 anos de relacionamento.